# PK (film)
PK (tradus în română Extraterestrul PK) este un film indian din 2014, genul comedie satirică SF (science-fiction). Regizorul este Rajkumar Hirani, producatori Hirani și Vidhu Vinod Chopra, scenariul Hirani și Abhijat Joshi.(referință 7- Hirani devine producător pentru Peekay al lui Aamir Khan-în Hindustan Times 11 iulie 2012, regăsit 19 ianuarie 2013. )
Actorul principal este Aamir Khan și Anushka Sharma, Sushant Singh Rajput, Boman Irani, Saurabh Shukla, Sanjay Dutt în roluri secundare.
Spune povestea unui extraterestru venit pe Terra într-o misiune de cercetare. Se împrietenește cu o jurnalistă de televiziune și pune întrebări despre dogme religioase și superstiții. Filmul a primit recenzii favorabile și se profilează ca filmul indian cu cele mai mari încasări din toate timpurile (referință 8-Hoad Phil, "satira religioasă a lui Aamir Khan devine cel mai de succes film indian"), pe locul 70 la încasări în întreaga lume.(referință 10- boxofficemojo.com 17 ianuarie 2015).
PK a fost primul film indian cu încasări de 7 miliarde de rupii în întreaga lume. (referințe 3,11,12) Primul film indian cu încasări de 100 milioane de dolari în întreaga lume. (referințe 13, 14, 15, 16)
Subiect/ Intrigă/ Conținut (Plot în limba engleză)
Un extraterestru umanoid (Aamir Khan) aterizează pe Pământ, gol, în Rajasthan, dar rămâne izolat când telecomanda navei sale spațiale este furată.
În aceeași zi în Bruges, Jaggu (Anushka Sharma) întălnește un bărbat pe nume Sarfaz (Sushant Singh Rajput) și se îndrăgostește de el. Tatăl lui Jaggu (Parikshit Sahni) se împotrivește legăturii lor deoarece Sarfaz (Sushant Singh Rajput)este un musulman din Pakistan; el cere sfatul unui godman / popă Tapasvi Maharaj (Saurabh Shukla) care prezice că Sarfaraz o va trăda pe Jaggu. Hotărâtă să le dovedească că se înșeală, Jaggu îl cere de bărbat pe Sarfaraz. Ea e cu inima frântă la biserică (wedding chapel în limba engleză)când primește o scrisoare anulând căsătoria datorită diferențelor dintre ei. Ea se întoarce în India unde ea devine reporter de televiziune.
Jaggu întâlnește extraterestrul și devine curioasă în timp ce-l privește distribuind pliante despre Zei lipsă. Ea încearcă să vorbească cu  el, dar el o ignoră / n-o bagă în seamă. (ignored? ignores her)
În cele din urmă, extraterestrul își spune povestea.
Există străfulgerări-amintiri (flashback in limba engleză) care este neprevenit sau nepreocupat cu ce se întâmplă în jur (oblivious în limba engleză) referitor la obiceiurile pământești (?who is oblivious to Earth`s customs), învață să se amestece printre oameni purtând haine și folosind bani pe care îi fură de la perechi care fac sex în "mașini dănțuitoare". El încearcă să învețe să comunice apucând mâinile oamenilor și absorbind amintirile lor prin atingere, dar aceasta îi face pe oameni să-l fugărească, crezându-l un pervers. Un vehicul de pasageri purtându-l pe șeful de trupă Bhairon Singh (Sanjay Dutt) îl lovește și îl lasă inconștient. Bhairon îl duce la un doctor, care declară că extraterestrul suferă de amnezie / uitare și presupune că amnezia e rezultatul ciocnirii / accidentului. Bhairon decide să ia extraterestrul în trupa sa și devine prietenul său. Interpretând încercările extraterestrului la înhățat mâna drept interes sexual, el îl duce la un bordel. Acolo, extraterestrul ține mâna unei prostituate (Reema Debnath) pentru 6 ore și astfel învață limba Bhojpuri (Bhojpuri language- vorbită în nordul Indiei și în Nepal, vezi referință în textul în engleză)
Învățând să comunice, extraterestrul reface / ia urma pașilor hoțului care i-a furat (remote in textul în engleză, complet remote control) telecomanda (la distanță) și călătorește la Delhi în căutarea ei. Datorită comportamentului său ciudat, oamenii din oraș presupun că este beat și îl numesc PK, care provine din pee-kay, cuvântul hindi pentru "bețiv".
El adoptă acest nume. Oamenii îi spun că numai Dumnezeu îl poate ajuta să-și găsească telecomanda. PK începe atunci căutarea sa pentru a-l găsi pe D-zeu, dar este confuz / adus intr-o stare de confuzie (confused în limba engleză) de diversele religii ale Indiei și tradițiile lor confuze / neclare.
În cele din urmă el descoperă că Tapasvi are telecomanda sa.
În orice caz, Tapasvi pretinde în mod fals că a obținut obiectul de la D-zeu în Himalaya ?(Himalayas in limba engleză)și refuză să i-l returneze lui PK. După ce aude povestea lui PK, Jaggu pune la cale un plan pentru a-l demasca pe Tapasvi și a redobândi telecomanda lui PK.
Încurcat (bewildered în limba engleză), PK concluzionează că Tapasvi și alți popi trebuie să formeze / că formează un "număr greșit" ( WRONG NUMBER în limba engleză ) pentru a comunica cu D-zeu, și ca un rezultat, răspândesc neînțelegeri și sfătuiesc publicul să se angajeze / implice în ritualuri fără sens. 
Jaggu încurajează mii de oameni să trimită video-uri cu propriile lor întâmplari cu popi spre noul ei canal de știri, numindu-le "numere greșite".
În același timp, PK ia legătura cu Bhairon, care spune că el va veni la Delphi cu hoțul care a furat telecomanda lui PK. După apeluri publice masive, Tapasvi este forțat să vină în studio și să-lconfrunte pe PK în direct. Tapasvi pretinde că are o legatură directă cu D-zeu și se referă la predicția trădării lui Sarfaz ca dovadă.
În orice caz, PK care mai devreme a absorbit amintirile lui Jaggu, descoperă că Sarfaraz nu a scris scrisoarea pe care ea a primit-o. Jaggu contactează Ambasada Pakistanului în Belgia unde Sarfaraz a lucrat cu jumatate de normă (part-time în limba engleză). Ambasada îi spune că Sarfaraz încă o iubește și îi sună în fiecare zi pentru a întreba dacă ea a sunat. Jaggu și Sarfaraz se reîntâlnesc și Tapasvi, dat în vileag drept un excroc, este forțat să-i dea înapoi dispozitivul lui PK.
Pe parcursul filmului PK se îndrăgostește de Jaggu, dar se abține să-i spună deoarece ea îl iubește pe Sarfaraz. El îi înregistrează vocea și își umple valizele cu baterii, astfel încât el să le poată asculta pe planeta-casă (home planet în limba engleză)
Jaggu, deși știind adevărul, păstrează tăcerea. După plecarea lui PK, Jaggu publică o carte despre el. Un an mai târziu, PK se întoarce pe Terra cu o nouă misiune de cercetare, cu câțiva alți extratereștri.
1. ↑   https://www.republicworld.com/entertainment-news/bollywood-news/rajkumar-hiranis-ditches-co-producer-vidhu-vinod-chopra.html, accesat în 19 februarie 2020 Lipsește sau este vid: |title= (ajutor)
2. ↑   http://www.filmaffinity.com/es/film988870.html, accesat în 13 aprilie 2016 Lipsește sau este vid: |title= (ajutor)
3. 1 2 3 4 5 6 7 8 9 10 11 12 13  „PK”, Internet Movie Database, accesat în 26 ianuarie 2016
4. ↑  „PK”, Internet Movie Database, accesat în 17 august 2016
5. 1 2 3 4 5 6 7  „PK”, Internet Movie Database, accesat în 14 ianuarie 2020